# Marktleuthen
Marktleuthen est une ville allemande, située en Bavière, dans l'arrondissement de Wunsiedel im Fichtelgebirge.